# Pseudicius chinensis
Pseudicius chinensis là một loài nhện trong họ Salticidae.
Loài này thuộc chi Pseudicius. Pseudicius chinensis được Dmitri Viktorovich Logunov miêu tả năm 1995.